# T.J. Hockenson
Thomas Hockenson Jr. (Chariton, 13 luglio 1997) è un giocatore di football americano statunitense che milita nel ruolo di tight end per i Minnesota Vikings della National Football League (NFL).

## Carriera universitaria
Hockenson al college giocò a football con gli Iowa Hawkeyes dal 2017 al 2018. Nell'ultima stagione fu premiato con il John Mackey Award e con l'Ozzie Newsome Award come miglior tight end a livello universitario.

## Carriera professionistica

### Detroit Lions
Hockenson fu scelto nel corso del primo giro (8º assoluto) del Draft NFL 2019 dai Detroit Lions. Debuttò come professionista partendo come titolare nel primo turno contro gli Arizona Cardinals ricevendo 6 passaggi per 131 yard e un touchdown dal quarterback Matthew Stafford. Quella rimase la miglior prestazione della sua stagione da rookie, chiusa con 32 ricezioni per 367 yard e 2 marcature in 12 presenze, 7 delle quali come titolare.
Nel 2020 Hockenson fu convocato per il suo primo Pro Bowl (non disputato a causa della pandemia di COVID-19) dopo avere terminato con 67 ricezioni per 723 yard e 6 touchdown.
Nella settimana 4 della stagione 2022 Hockenson ricevette un nuovo primato personale di 179 yard, con 2 touchdown, nella sconfitta per 48-45 contro i Seattle Seahawks.

### Minnesota Vikings
Il 1º novembre 2022 i Lions scambiarono Hockenson, assieme a una scelta del terzo giro del Draft 2023 e una scelta condizionale del Draft 2024, con i Minnesota Vikings per una scelta del secondo giro del Draft 2023 e una del terzo giro del Draft 2024. A fine stagione fu convocato per il suo secondo Pro Bowl dopo 517 yard ricevute e 3 touchdown.
Il 31 agosto 2023 Hockenson firmó un nuovo contratto quadriennale del valore di 68,5 milioni di dollari che lo rese il tight end più pagato della NFL. Nel decimo turno ricevette un massimo stagione di 134 yard dal quarterback Joshua Dobbs e segnò un touchdown nella vittoria sui New Orleans Saints.

## Palmarès
- Convocazioni al Pro Bowl: 2

2020, 2022